# Kállay Katalin (modell)
Kállay Katalin modell, manöken.

## Élete
A hetvenes-nyolcvanas évek egyik felkapott magyar szupermodellje és nemzetközileg is sokat foglalkoztatott sztármanökenje.
Sohasem akart manöken lenni. Békéscsabán járt iskolába, aztán Pesten, kozmetikus szakmát tanult. Meglátták a Női- ruha Nagykereskedelmi Vállalat ablakából, és máris a Gellért Szálló bemutatóján debütált.
A hetvenes években került ki Amerikába zenész férjével együtt. "Akkoriban modellkedtem, s egy ügynökség ajánlott kint munkát. Egyre többen kerestek, nem is akartam hazajönni. Az új világra azonban ráment a házasságom: a férjemmel lassacskán testvérekké váltunk, el is határoztuk, hogy jobb lesz nekünk külön." Elvált, majd megismerkedett Fernando Saunders amerikai énekes, basszusgitáros, producer és dalszerzővel.
Divatfotói számos magyarországi, például a Pesti divat címlapján, és külföldi magazinban jelentek meg. Párizsban egy manökenversenyt nyert meg, és szinte mindegyik francia divatlapban megjelentek a fotói.
Fia, Kállay-Saunders András, 1985. január 28-án született az amerikai New Yorkban.
Kállay Katalin a történelmi Kállay család leszármazottja.

## Fotósai voltak
Például Bara István, Herczeg István fotóművészek.